# 1867 en science
| Années de la science : 1864 - 1865 - 1866 - 1867 - 1868 - 1869 - 1870    |
| Décennies de la science : 1830 - 1840 - 1850 - 1860 - 1870 - 1880 - 1890 |

Cet article présente les faits marquants de l'année 1867 en science.

## Événements
- 16 juillet : le jardinier parisien Joseph Monier obtient un brevet pour des jardinières et des bassins en ciment armé[1].
- 22 avril : Antoine d'Abbadie d'Arrast devient membre de l'Académie des sciences[2].

- 7 mai : l’industriel suédois Alfred Nobel dépose un brevet pour la dynamite : il réussit à maîtriser les capacités explosives de la nitroglycérine en la mélangeant à de la silice[3].

- 9 août : le chirurgien britannique Joseph Lister présente un mémoire intitulé On the Antiseptic Principle and the Practice of Surgery (« Sur le principe antiseptique et la pratique de la chirurgie ») devant la British Medical Association à Dublin. Il fait part de sa découverte des bienfaits de l'asepsie[4]. Conséquence des recherches de Louis Pasteur sur les bactéries, les travaux précurseurs du Hongrois Semmelweis sont redécouverts. Il prônait l’asepsie et une hygiène rigoureuse à l’hôpital pour éviter la diffusion bactérienne (voir détails à l'article Effet Semmelweis).

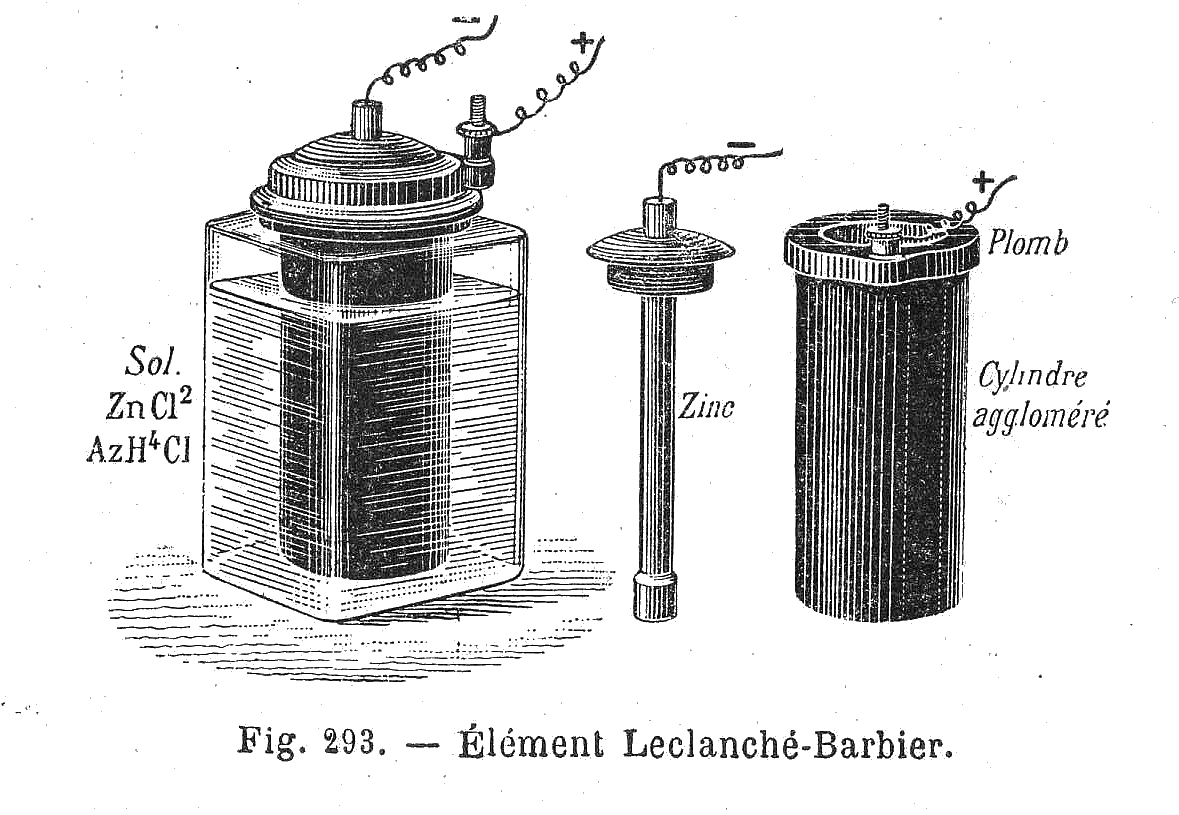
Pile Leclanché.

- 23 août : le chimiste français Georges Leclanché obtient un brevet pour une pile utilisant comme électrolyte le chlorure d’ammonium, comme dépolarisant du carbone aggloméré avec du dioxyde de manganèse et une anode en zinc[5], précurseur des piles sèches.

- 10 septembre : lors d'une conférence faite lors de l’assemblée annuelle de la Société d’Histoire naturelle suisse réunie à Rheinfelden[6], le botaniste Simon Schwendener émet l’hypothèse que les lichens sont formés d’algues capables de photosynthèse connectées par un champignon. Son hypothèse déclenche une controverse, notamment face au scepticisme de Wilhelm Nylander[7].

- 3 décembre : ouverture au public du Canterbury Museum à Christchurch, en Nouvelle-Zélande[8].

- Le physicien écossais James Clerk Maxwell démontre mathématiquement que les ondes électromagnétiques existent et que la lumière fait partie des ondes de cette nature. Il détermine également la vitesse de ces ondes[9].
- Le physicien écossais James Clerk Maxwell propose de modéliser le comportement des fluides réels par un modèle mixte associant l'élasticité et la viscosité (comportement viscoélastique)[10].
- Le rosier La France est obtenu par le rosiériste français Jean-Baptiste Guillot, à partir d'un croisement entre un hybride remontant et un Rosier thé. Il est considéré comme le premier hybride de thé[11].

## Publications
- Karl Marx : Le Capital, premier volume.
- Peter Guthrie Tait et William Thomson : Treatise on Natural Philosophy, traité de physique.
- Karl August Wunderlich : Cholera-Regulativ. Cet ouvrage où le médecin allemand décrit ses travaux sur le thermomètre, est traduit en plusieurs langues.

## Prix
- Médailles de la Royal Society
  - Médaille Copley : Karl Ernst von Baer
  - Médaille royale : William Logan, John Bennet Lawes et Joseph Henry Gilbert

- Médailles de la Geological Society of London
  - Médaille Wollaston : George Poulett Scrope

## Naissances

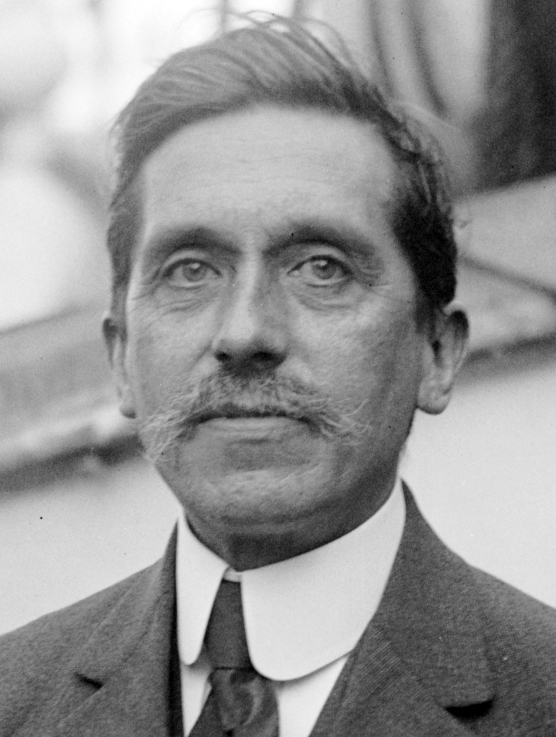
Charles Fabry

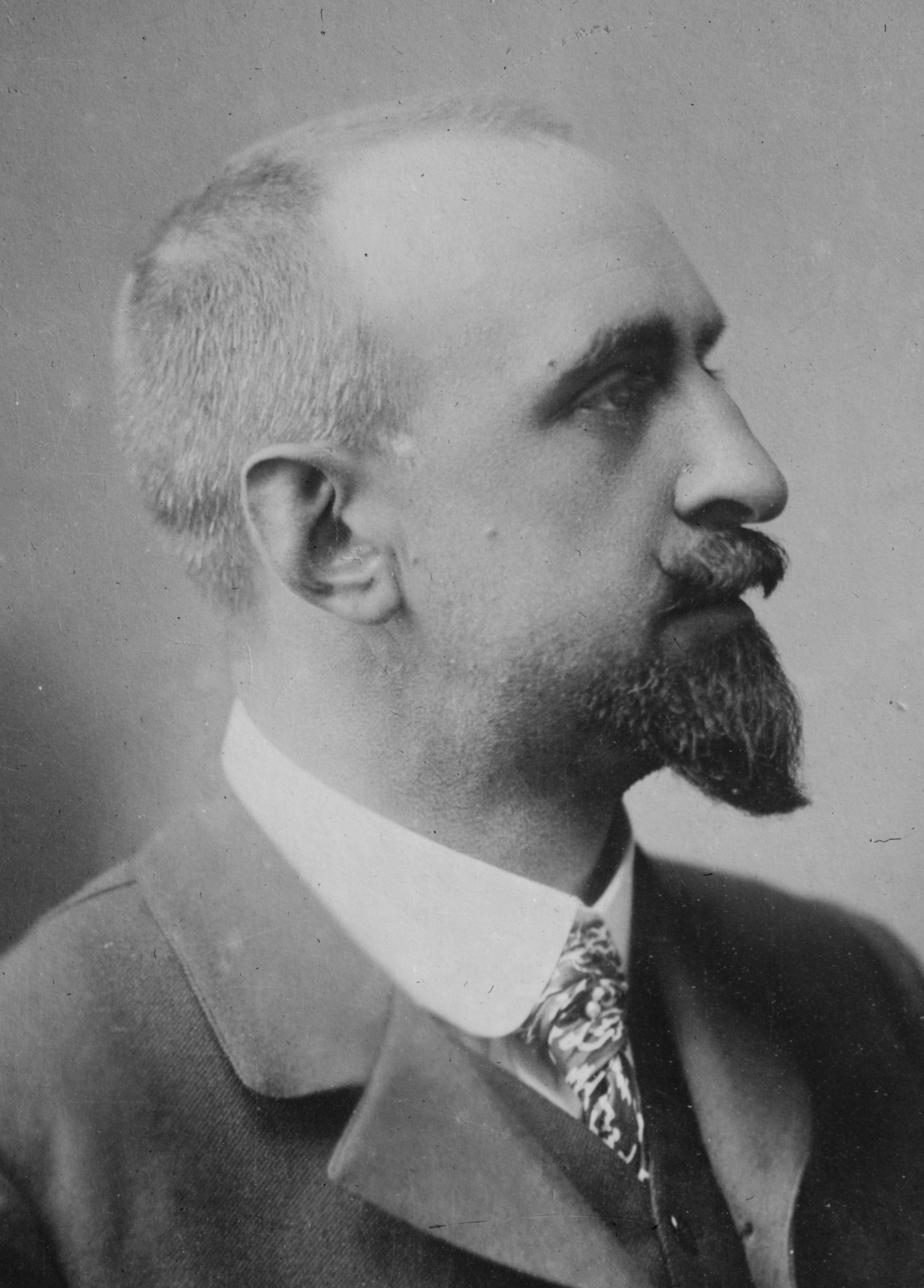
Jean-Baptiste Charcot

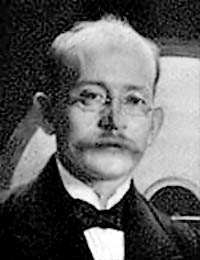
Kristian Birkeland

- 3 janvier : Camille Matignon (mort en 1934), chimiste français.
- 25 janvier : Edwin Chapin Starks (mort en 1932), ichtyologiste américain.
- 14 février : Ulysses Sherman Grant (mort en 1932), géologue et paléoconchyliologiste américain.
- 10 mars : Carl Wiman (mort en 1944), paléontologue suédois.
- 19 mars : Philipp Johann Heinrich Fauth (mort en 1941), sélénographe allemand.
- 22 mars : Paul Alfred Biefeld (mort en 1943), astronome et physicien allemand naturalisé américain.
- 8 avril : Alfred William Flux (mort en 1942), économiste et statisticien britannique.
- 17 avril : Gabriel Millet (mort en 1952), archéologue et historien français.
- 17 mai : Gabriel Bertrand (mort en 1962), chimiste et biologiste français.
- 5 juin : Eugène Pittard (mort en 1962), anthropologue suisse.
- 11 juin :
  - Charles Fabry (mort en 1945), physicien français.
  - Daniel Vorländer (mort en 1941), chimiste allemand.
- 4 juillet : Luc Picart (mort en 1956), mathématicien et astronome français.
- 5 juillet : Andrew Ellicott Douglass (mort en 1962), astronome américain.
- 12 juillet : Auguste Darzens (mort en 1954), chimiste français.
- 15 juillet : Jean-Baptiste Charcot (mort en 1936), médecin et un explorateur des zones polaires français.
- 28 juillet : Charles Dillon Perrine (mort en 1951), astronome américano-argentin.
- 1er août : Amédée Borrel (mort en 1936), médecin et biologiste français.
- 2 août : Frank Alvord Perret (mort en 1943), ingénieur, inventeur et volcanologue américain.
- 14 août : John Otterbein Snyder (mort en 1943), ichtyologiste américain.
- 20 août : Richard Schorr (mort en 1951), astronome allemand.
- 25 août : Hendrik de Vries (mort en 1954), mathématicien et historien des sciences néerlandais.
- 27 août : Alfred Lucas (mort en 1945), chimiste et égyptologue britannique.
- 9 septembre : Sir Robert Mond (mort en 1938), chimiste et industriel britannique.
- 1er octobre : Wilder Dwight Bancroft (mort en 1953), chimiste américain.
- 5 novembre : George Andrew Reisner (mort en 1942), égyptologue américain.
- 7 novembre : Marie Curie (morte en 1934), physicienne polonaise naturalisée française, prix Nobel de physique en 1903 et prix Nobel de chimie en 1911.
- 11 novembre : James Edward Quibell (mort en 1935), égyptologue anglais.
- 20 novembre : Théophile Moreux (mort en 1954), astronome et météorologue français.
- 13 décembre : Kristian Birkeland (mort en 1917), physicien norvégien.
- 25 décembre : William Lashly (mort en 1940), marin britannique de la Royal Navy et explorateur polaire.
- 29 décembre : Annie Montague Alexander (morte en 1950), paléontologue américaine.

## Décès

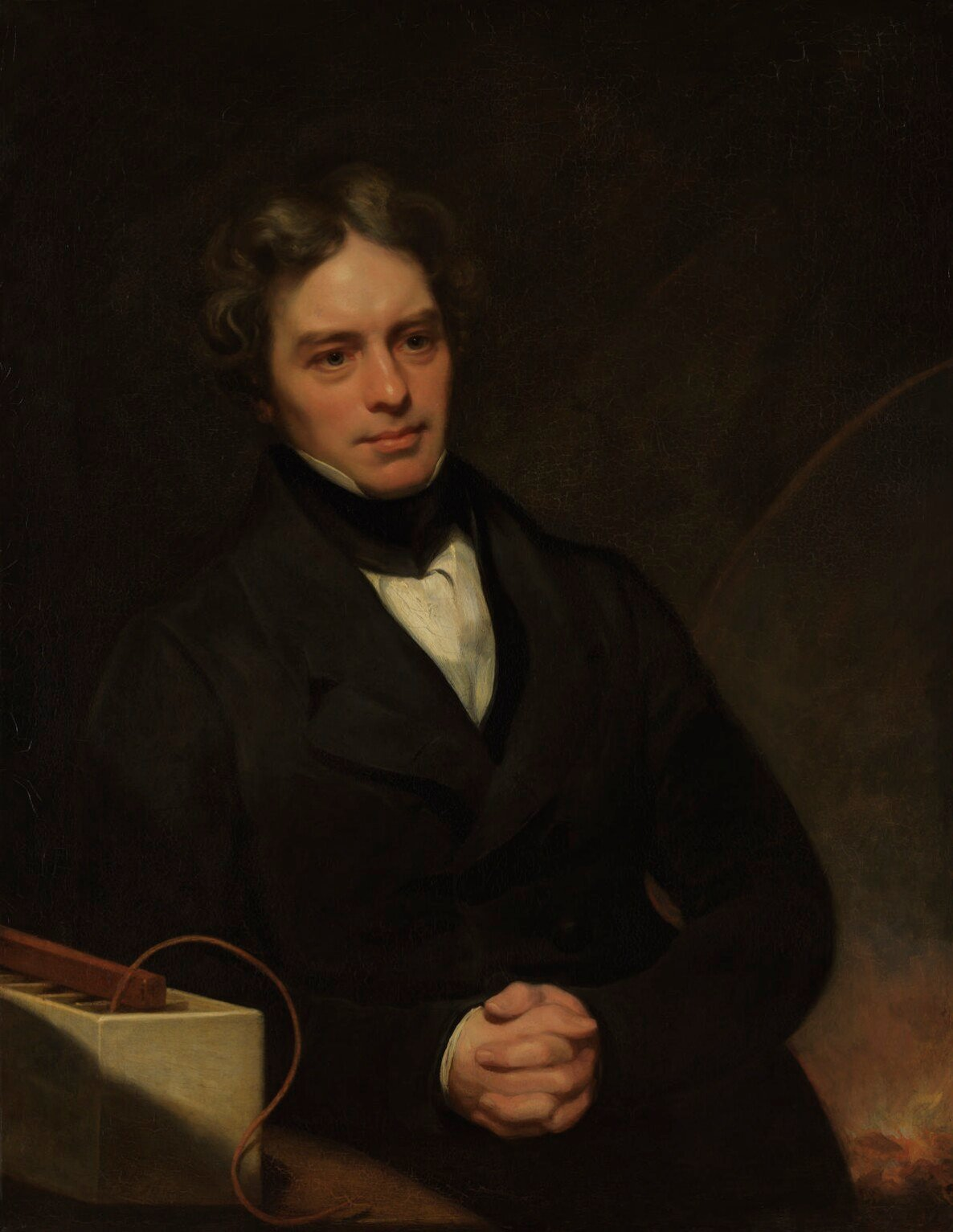
Michael Faraday

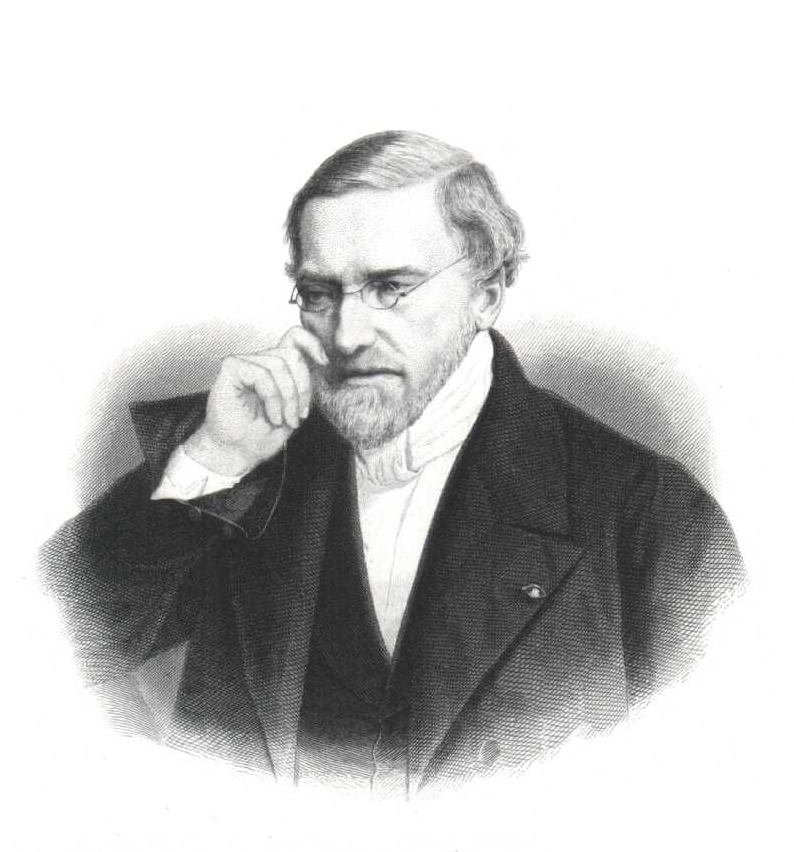
Jean-Victor Poncelet

- 2 janvier : Adolphe Noël des Vergers (né en 1805), archéologue et historien français.
- 17 janvier : Jacques-Amand Eudes-Deslongchamps (né en 1794), médecin, naturaliste et paléontologue français.
- 3 février : Maximilian zu Wied-Neuwied (né en 1782), naturaliste, ethnologue et explorateur allemand.
- 22 février : Louis Hippolyte Hupé (né en 1819), naturaliste et paléontologue français.
- 25 mars : Friedlieb Ferdinand Runge (né en 1795), chimiste allemand.
- 22 avril : Benjamin Valz (né en 1787), astronome et mathématicien français.
- 9 mai : Jacques-Joseph Champollion (né en 1778), archéologue français.
- 31 mai : Théophile-Jules Pelouze (né en 1807), chimiste français.
- 8 juillet : Benoît Fourneyron (né en 1802), inventeur et industriel français.
- 25 août : Michael Faraday (né en 1791), physicien et chimiste britannique.
- 10 septembre : Pierre Rayer (né en 1793), médecin et dermatologue français.
- 26 septembre : James Ferguson (né en 1797), astronome américain né en Écosse.
- 19 octobre : James South (né en 1785), astronome britannique.
- 31 octobre : William Parsons (né en 1800), astronome irlandais.
- 13 novembre : Adolphe Napoléon Didron (né en 1806), archéologue français.
- 6 décembre : Pierre Flourens (né en 1794), médecin et biologiste français.
- 14 décembre : Honoré Théodoric d'Albert de Luynes (né en 1802), numismate et archéologue français.